# Amine Elbahi
Amine Elbahi, né le 27 avril 1996 à Roubaix (Nord), est un juriste en droit public et militant politique de droite français.
Membre des Républicains, il se fait connaître du grand public à l'occasion d'une enquête de l'émission télévisée Zone interdite, dans laquelle il indique combattre les séparatismes et l'islamisme.

## Biographie

### Jeunesse et formation
Né le 27 avril 1996, à Roubaix, Amine El Bahi est le quatrième d'une famille monoparentale de six enfants d’origine algérienne kabyle,.
Il intègre le collège privé d'enseignement catholique Sainte-Marie, à Cassel, puis le lycée Baudelaire et enfin de lycée Jean-Moulin à Roubaix, où il obtient son baccalauréat économique et social, option sciences sociales et politiques, en 2015.
Amine Elbahi devient arbitre à partir de ses 14 ans. Il est radié en 2012, à l'âge de 16 ans, par le comité directeur du district Flandre pour « comportement inapproprié ». Cette exclusion serait liée, selon La Voix du Nord, à sa découverte d'une utilisation de fausses licences par un membre dudit comité directeur.  En 2017, il obtient l'annulation de cette décision et fait condamner le district Flandre.
Il est membre du comité directeur du LOSC Association en qualité de délégué section masculine jusqu'en 2022.
Amine Elbahi est titulaire d'un master en droit public.

### Premiers engagements politiques
Il rejoint l'UMP à l'âge de 16 ans, prenant le maire de Tourcoing Gérald Darmanin comme modèle. À l'origine soutien du maire Guillaume Delbar, il quitte LR en 2017 à la suite de l'élection de Laurent Wauquiez et de sa « ligne identitaire » à la tête du parti puis milite pour la liste d'union de la gauche de Karim Amrouni aux élections municipales de 2020.
En 2021, il accuse Max-André Pick, président du bailleur Partenord Habitat, de mettre en location des logements insalubres.Ces accusations s'inscrivent dans un contexte d'une élection départementale tendue, Max-André Pick étant le bras droit de Guillaume Delbar dont Amine Elbahi est désormais un fervent opposant. La décision de la cour d'appel, le relaxant des propos à l'égard de l'élu mais confirmant une condamnation pour les accusations contre le bailleur, est finalement cassée par la Cour de cassation en 2024, qui la considère comme insuffisamment justifiée.
Amine Elbahi est par ailleurs fondateur d'une association à Roubaix, la Caisse sociale, qui défend les droits des allocataires de la CAF et lutte contre le non-recours aux prestations sociales,.

### Départ de sa sœur en Syrie
Influencée par Selma Tahar Aouidate (sœur cadette de Fodil Tahar Aouidate, qui deviendra au printemps 2019 l'un des onze français condamnés à mort en Irak pour « appartenance à l'État islamique »), la sœur aînée d'Amine Elbahi, Nassima, traverse le 28 août 2014 la frontière turco-syrienne pour rejoindre les rangs de Daech au sein desquels elle épousera Mohamed Bekhaled (proche du bourreau Maxime Hauchard et des auteurs des attentats du 13 novembre), puis Foued Mohamed-Aggad,,,. Amine Elbahi avait à l'époque signalé sa sœur au Numéro Vert de la plateforme gouvernementale Stop-Djihadisme, sans que cela ne soit suivi d'effets.  
À 20 ans, il s'engage dans la lutte contre la radicalisation et parvient à interpeller le Premier ministre Manuel Valls lors d'un colloque pour faire part de son combat sur la laïcité,.
En 2019, sa sœur est emprisonnée avec ses enfants dans le camp kurde d'Al-Hol à la suite de l'effondrement de l’État islamique. Dès lors, Amine Elbahi milite pour le rapatriement des djihadistes et de leurs familles, portant plainte à deux reprises contre la France devant les institutions européennes,.

### Reportage à Roubaix et médiatisation
À l'occasion d'un reportage, produit par Zone interdite et diffusé sur M6 le dimanche 23 janvier 2022, Amine Elbahi fait visiter la ville aux journalistes pour y dénoncer le salafisme. Le reportage s'intéresse notamment à l'affaire d'une subvention de la ville de Roubaix à l'association AAIR, soupçonnée de prosélytisme à l'aide des fonds publics, et pour laquelle le maire de la ville doit être jugé,. Le maire et les responsables de l'association seront finalement relaxés en 2023. D'autres images alertent les téléspectateurs, telles que la vente de poupées sans visage dans une boutique de jouets (la vendeuse assurant que l’islam interdit de représenter les traits humains), ou encore des fillettes voilées et séparées des garçons dans une école privée,,. Le reportage suscite la polémique, une partie des téléspectateurs y voyant une description fidèle et alarmante de la montée de l’islamisme, d’autres jugeant au contraire qu'il s'agit d'une présentation alarmiste et stigmatisante des musulmans.
Amine Elbahi dépose plainte après avoir reçu des menaces de mort et des appels malveillants,. Il est placé un temps sous protection policière. En mars 2023, dix personnes sont arrêtées dans l'enquête ouverte pour « harcèlement aggravé ». Huit d'entre elles sont condamnées en 2024.
Cette médiatisation soudaine lui permet de recueillir le soutien de plusieurs cadres des Républicains et de nombreuses invitations sur les plateaux de télévision, obtenant un statut d'« interlocuteur naturel sur la question, le monsieur radicalisation de Roubaix » selon Libération.

### Carrière politique au sein des Républicains
Soutenu par Arnaud de Montlaur, il rejoint la campagne de Valérie Pécresse à l'élection présidentielle de 2022, après avoir hésité à rejoindre LREM,. Considéré par la candidate comme son « arme anti-extrêmes », il dénonce l'amalgame fait par Éric Zemmour entre l'islam et l'islamisme,.
Au lendemain de l'élection présidentielle, il est désigné candidat aux élections législatives de 2022 dans la 8e circonscription du Nord, avec le soutien des Centristes, de l'UDI et des Républicains. Il termine à la 4e position avec 1 264 voix (soit 5,8% des suffrages exprimés) et ne donne pas de consigne de vote pour le second tour, précisant qu'« aucune voix ne doit aller aux extrêmes »,,.
En octobre 2022, il rejoint en qualité d'orateur l'équipe de campagne d'Éric Ciotti, candidat à la présidence du parti Les Républicains.

### Membre du comité stratégique de Livre Noir puis Frontières
À l'été 2023, il intègre le « comité stratégique » du média Livre noir, devenu Frontières en 2024. 

## Publication
- Je ne me tairai pas ! : menacé de mort, il brise l'omerta face à l'islamisme, Paris, Robert Laffont, 6 octobre 2022, 180 p., 13,5 × 21,5 cm (ISBN 978-2-221-26474-4)